# Рупасово
Рупасово — деревня в Рузском районе Московской области, входит в состав сельского поселения Ивановское. Население 11 человек на 2006 год. До 2006 года Рупасово входило в состав Ивановского сельского округа.
Деревня расположена на северо-западе района, у границы с Волоколамским районом, примерно в 12 километрах к северо-западу от Рузы, на правом берегу реки Хлынья, высота центра над уровнем моря 207 м. Ближайшие населённые пункты — Помогаево в 0,5 км на север и Иваново в 0,5 км на юго-восток.